# Zbigniew Stasik
Zbigniew Stasik (ur. 26 kwietnia 1939 w Przeczniowie, woj. świętokrzyskie) – polski grafik, projektant logotypów, znaczków i kartek pocztowych, oraz kopert FDC.

## Życiorys
Urodził się w rodzinie włościańskiej jako trzeci syn. Po ukończeniu szkoły podstawowej i liceum ogólnokształcącego podjął studia w  Akademii Sztuk Pięknych w Warszawie. Nauczali go m.in. Lech Tomaszewski, Jerzy Sołtan i Cezary Nawrot. Studia ukończył na Wydziale Wzornictwa Przemysłowego, broniąc pracy magisterskiej pt. Samochodowy domek kempingowy. Swoje pierwsze zlecenie wykonał w latach 70. dla Zakładów Nożowniczych Gerlach w Drzewicy. Był to zrealizowany później projekt nowych wzorów sztućców stołowych. W 1981, dowiedziawszy się o zapotrzebowaniu Komitetu Robotniczego Hutników NSZZ „Solidarność” na własny sztandar, pojechał do Nowej Huty ze swoim projektem. Jego dzieło wygrało w głosowaniu związkowców z inną propozycją. Zwycięski projekt wykonała następnie spółdzielnia hafciarska w Krakowie. W 1983 wygrał konkurs na logo Zespołu Artystycznego ZHP „Gawęda”. Ponadto jest autorem różnych  projektów użytkowych oraz znaków wielu firm i instytucji (m.in. Giełdy Papierów Wartościowych w Warszawie, Państwowej Straży Pożarnej i American Center Warsaw), oraz laureatem konkursów graficznych.
Największy dorobek graficzny artysty stanowią projekty znaczków, kart i stempli pocztowych. Znaczki zbierał od dzieciństwa, a osobisty kontakt z Pocztą Polska rozpoczął od wizyty w Wydziale Emisji Znaczków w Ministerstwie Łączności. Złożył zażalenie z powodu niewydania interesującej go emisji tematycznej, co spotkało się z rozbawieniem naczelnik wydziału, Ireny Zielińskiej, która z kolei zaproponowała mu zaprojektowanie kartki pocztowej. Jego projekt spodobał się komisji opiniującej i kartkę wydano. W 1986 wygrał konkurs na projekt datownika Światowej Wystawy Filatelistycznej „Ameriprex ’86” w Chicago.
Dziesięć lat spędził w Nowym Jorku. Pracował m.in. w stolarni. Wykonywał prace retuszerskie na instalowanych meblach w biurach i apartamentach na Manhattanie. Za oceanem zaprojektował m.in. nowe wówczas logo firmy kurierskiej FedEx.
Interesuje się także fotografią. Był aktywnym członkiem Polsko–Amerykańskiego Klubu Fotografika, dla którego zaprojektował logo. W 2017 w kościele bł. Władysława z Gielniowa na warszawskim Ursynowie odbyła się wystawa jego zdjęć pt. „Kościoły Manhattanu”. Natomiast w 2018 jego prace były eksponowana na wystawie grupowej artystów zaangażowanych, skupionych w Grupie Rota. Ekspozycja pn. „Kapłani niezłomni”, której przesłaniem była deklaracja wyznawanej wiary i patriotyzm, została zorganizowana w dolnym kościele Bazyliki Świętego Krzyża w Warszawie.

## Wybrana twórczość

### Znaczki pocztowe
- Radziecka stacja automatyczna „Łuna 16” na orbicie, 1970
- XXX rocznica wyzwolenia obozu koncentracyjnego w Oświęcimiu oraz koperta FDC, 1975
- XII Ogólnopolska Wystawa Filatelistyczna „Łódź 75”, 1975
- XX lat Zjednoczonego Instytutu Badań Jądrowych – Dubna oraz koperta FDC, 1976
- 1876 – Pierwsze połączenie telefoniczne oraz koperta FDC, 1976
- Światowa Wystawa Filatelistyczna „Amphilex '77" oraz koperta FDC, 1977
- Światowa Wystawa Filatelistyczna „Philaserdica ’79” oraz koperta FDC, 1979
- Europejskie Wystawy Filatelistyczne oraz koperta FDC, 1979
- Badanie kosmosu (seria) oraz koperta FDC, 1979
- 150. rocznica Powstania Listopadowego oraz koperta FDC, 1980
- Działacze polskiego ruchu robotniczego oraz koperty FDC, 1981
- Światowy Dzień Żywności oraz koperta FDC, 1981
- 40. rocznica powstania Krajowej Rady Narodowej i Armii Ludowej (seria nr kat. 2750) oraz koperta FDC, 1983
- Polskie instrumenty muzyczne (dwie serie) oraz koperty FDC, 1984–1985
- Rozwój pojazdów pożarniczych (seria) oraz koperta FDC, 1985
- Wincenty Rzymowski • Wybitni działacze Stronnictwa Demokratycznego oraz koperta FDC, 1985
- Kometa Halley'a (seria) oraz koperta FDC, 1986
- 150 lat Warszawskiej Straży Pożarnej oraz koperta FDC, 1986
- XX rocznica wyprawy na Księżyc oraz koperta FDC, 1989
- 45 rocznica powołania MO i SB oraz koperta FDC, 1989
- 500 lat papiernictwa w Polsce oraz koperta FDC, 1991
- Sanktuaria Maryjne (seria III–VI, VIII–XIII) oraz koperty FDC, 1994–1997, 1998–2003
- XI Światowy Kongres Uczestników Lotów Kosmicznych oraz koperta FDC, 1995

### Kartki pocztowe
- Międzynarodowy Rok Nauczania, 1970
- Urbanistyka to prawidłowe warunki mieszkania, pracy, wypoczynku, 1971
- 600-lecie Kraśnika Lubelskiego, 1971
- 1918 PTE 1972,  1918 PTE 1972 • Międzynarodowy Kongres Reklamy Socjalistycznej 14–17 IX 1972 (seria, Cp 525L–Cp 525II), 1972
- II Ogólnopolski Festiwal Młodych Skrzypków 1973, 1973
- Pamięci profesorów Uniwersytetu Jagiellońskiego pomordowanych przez aresztowania hitlerowców, 1974
- XXX lat w służbie narodu • MO – SB (seria, Cp 619), 1974
- Honorowe krwiodawstwo dla dobra każdego z nas, 1975
- Pierwsza elektroniczna centrala telefoniczna systemu E–10 • Poznań 1976, 1976
- Międzynarodowy Dzień Telekomunikacji, 1977
- Ogólnopolska Olimpiada Filatelistyczna „Ochrona środowiska” • Katowice 1977, 1977
- Rocznica Rewolucji Październikowej, Soz-Philex 77 • Berlin, Krajowa Wystawa Filatelistyczna • Sieradz 1977 (seria), 1977
- Ogólnopolski Kongres Pedagogiczny Nauczycieli • Warszawa 1977, 1977
- XII Walny Zjazd Delegatów PZF, 1977
- Czapka Merkurego – karta wydana na zlecenie Ministerstwa Handlu Wewnętrznego do sporządzania wniosków i uwag przez klientów placówek handlowych, usługowych i gastronomicznych, 1978
- 50 lat Urzędu Morskiego w Gdyni, 1978
- XXX lat Fabryki Samochodów Dostawczych w Nysie, 1978
- 60–lecie Związku Zawodowego Pracowników Łączności, 1979
- 40 lat Wytwórni Sprzętu Komunikacyjnego w Mielcu, 1978
- IX Kongres Światowej Federacji Stowarzyszeń Filatelistycznych „Święty Gabriel”, 1979
- 75-lecie Klubu Sportowego Cracovia 1906–1981, 1981
- XXX lat • P.P. Totalizator Sportowy, 1986
- 800 lat Inowrocławia, 1986
- 100 rocznica śmierci Jana Pietrusińskiego, 1986
- 50 lat elektryfikacji PKP, 1986
- 50-lecie czynu bojowego Polaków w Hiszpanii, 1986
- 1952–1987 • Zakłady Chemiczne „Blachownia” w Kędzierzynie–Koźlu, 1987
- 700 lat Łazisk Górnych, 1987
- Juvalux ’88 • Międzynarodowa Wystawa Filatelistyczna Młodzieży, 1988
- 50 lat Huty Stalowa Wola, 1988
- 50 lat Dębickich Zakładów Opon Samochodowych „Stomil” 1939–1989, 1989
- Zenon Szpigler – inicjator techniki światłowodowej w Polsce, 1989
- 800 lat Oleśnicy, 1989
- 60 lat Banku Polska Kasa Opieki SA, 1989
- 40 lat Rozgłośni Radia Wolna Europa, 1992
- Mikołaj Maksymilian Urbański – Założyciel pierwszego polskiego klubu filatelistów, 1993
- Zofia Kossak–Szczucka–Szatkowska 1890-1968, 1993
- Dzień Pamięci Ofiar Zagłady, 1993
- W hołdzie Obrońcom Poczty Polskiej w Gdańsku, 1993
- 40 lat Instytutu Technicznego Wojsk Lotniczych, 1993
- 75 lat Powszechnej Kasy Oszczędności, 1994
- 100. rocznica urodzin pułkownika Leopolda Lisa-Kuli, 1996

### Medale
- Łączność dla postępu

### Logotypy
- Zespół „Gawęda”, 1984
- American Airlines (projekt prywatny) , 1992
- GPW, 1993
- PSP
- Medicovet
- Autotronik Servis
- FedEx (projekt prywatny)
- American Center Warsaw

## Nagrody i wyróżnienia
- „Najładniejszy znaczek w 1970 roku” w plebiscycie pisma „Filatelista” – Radziecka stacja automatyczna „Łuna 16” na orbicie (nr kat. 1893)[7]
- „Najładniejszy znaczek w 1977 roku” w plebiscycie pisma „Filatelista” – Światowa Wystawa Filatelistyczna "Amphilex '77" (nr kat. 2361)[8]
- „Najładniejszy znaczek w 1980 roku” w plebiscycie pisma „Filatelista” – 150 rocznica Powstania Listopadowego (nr kat. 2572)[9]
- I nagroda w konkursie na projekt datownika Światowej Wystawy Filatelistycznej „Ameriprex ’86” w Chicago, 1986
- „Najładniejszy znaczek w 1989 roku” w plebiscycie pisma „Filatelista” – XX rocznica wyprawy na Księżyc (nr kat. 3062, blok 239B)[10]